# 深圳信息职业技术大学
深圳信息职业技术大学（英語：Shenzhen University & Information Technology，缩写：SZUIT）简称深信大，是位于中国广东省深圳市的公办本科层次职业院校，前身深圳信息职业技术学院是由深圳教育学院、深圳市工业学校和深圳市财经学校于2002年合并成立，于2025年升格为职业本科大学，更为现名，是“双高计划”高水平建设单位。
学校历史最早可追溯到1959年成立的宝安县师范学校，实施高等教育的历史则始于1982年。学校以“始终与信息技术发展同频共振”作为办学理念，目标是建立一所“中国特色、世界一流”的职业大学。

## 历史

### 三校时期（1959~2002）

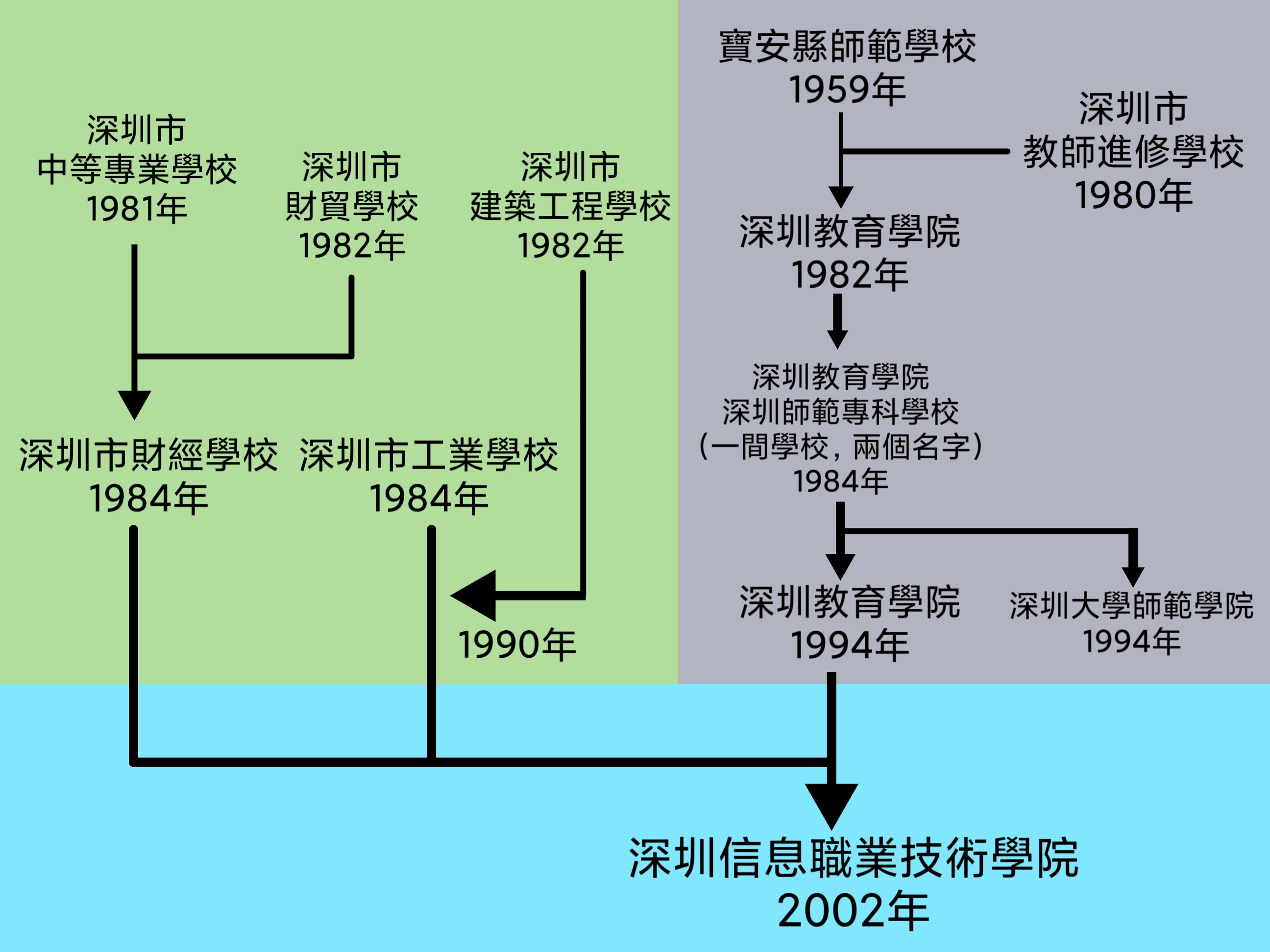
深圳信息职业技术学院历史沿革

#### 深圳教育学院

深圳教育学院1985年工作总结，记录了当时招收各种学习形式的学生

1959年，宝安县政府为在“大跃进”运动中实现教育的飞速发展，在螺岭成立了宝安县师范学校，是一所中等师范学校（简称“中师”）；随后因“八字方针”调控，宝安县师范学校1962年停止招生、1965年在校生毕业后停办。1970年，宝安县政府在深圳中学校内复办宝安县师范学校，该校负责各公社学校的教师培训工作，至1977年恢复招收中师生。改革开放后，伴随宝安县改制为深圳市，1979年宝安县师范学校更名为深圳市师范学校。1981年，深圳市师范学校搬迁至深圳市人民北路书院街，同深圳市教师进修学校、深圳市中等专业学校三校共用校舍。
1982年5月，深圳市师范学校和深圳市教师进修学校合并升格为深圳市教师进修学院，是一所师范类成人高等学校，设有培训部、函授部和中师部等，继续使用原来深圳市师范学校的校舍办学；当时学校主要负责深圳市中小学在职教师和行政干部的继续教育工作，属于培训性质的大学专科。1983年，深圳市教师进修学院更名为深圳教育学院。
1984年5月，深圳教育学院与新成立的深圳师范专科学校实行“两校一体”；两校一体后，为了响应深圳市政府“小教大专”（小学教师需要具有大学专科以上学历）的构想，学校开办了全日制、函授、夜大等多种形式的大专层次师范教育。1985年中师部停止招生。1986年，深圳教育学院（深圳师范专科学校）搬迁至深圳市泥岗西路新校舍，原址移交深圳市财经学校。
为了继续提高深圳高等学校的办学水平以及适应深圳发展的人才需要，1992年深圳市政府向国家教委申请将深圳师范专科学校改制为高等职业院校，1993年借用深圳教育学院场地成立了深圳高等职业技术学院，由原深圳教育学院副院长的俞仲文出任创校校长。1994年起，先是以深圳大学的名义招收本科师范生，后撤销深圳师范专科学校建制，学校部分教师及全日制学生转入深圳大学组建深圳大学师范学院；同时恢复深圳教育学院的独立建制。1996年，成立深圳教育学院附属中学。2002年，深圳教育学院与其他两校合并组建深圳信息职业技术学院。

#### 深圳市工业学校
改革开放后，为了应对城市发展所或缺的各类专门人才，深圳市政府先后成立了多所中专学校，1982年，深圳市建筑工程学校成立；1984年4月7日，深圳市工业学校成立。1990年，深圳市建筑工程学校几经改制，先是改为培训学校由深圳市建设集团管理，后又转隶深圳市教育局，最终并入深圳市工业学校。2002年，深圳市工业学校与其他两校合并组建深圳信息职业技术学院。
深圳市工业学校旧址位于深圳市泥岗西路，2002年随着合并成为深圳信息职业技术学院的办学场所，2011年深圳信息职业技术学院整体搬迁后移交深圳中学（泥岗校区）。深圳市建筑工程学校旧址位于深圳市福田区燕南路，于1991年移交深圳外国语学校（燕南校舍）。

#### 深圳市财经学校
1981年，深圳市中等专业学校成立，是深圳市第一所完整建制的中专学校。1982年，深圳市财贸学校成立，是深圳市政府财贸工作处的一所干部培训学校。1984年4月，深圳市中等专业学校和深圳市财贸学校合并组建深圳市财经学校。1988年，学校由财贸工作处转隶深圳市教育局。至2000年底，学校累计毕业生达2308人。2002年，深圳市财经学校与其他两校合并组建深圳信息职业技术学院。
深圳市财经学校旧址位于深圳市人民北路书院街，更早是深圳教育学院的旧校址。2002年异地合并组建深圳信息职业技术学院后，校址移交深圳中学（西校区），2020年后再度被移交深圳小学（北校区）。

### 信息学院时期（2002~2025）

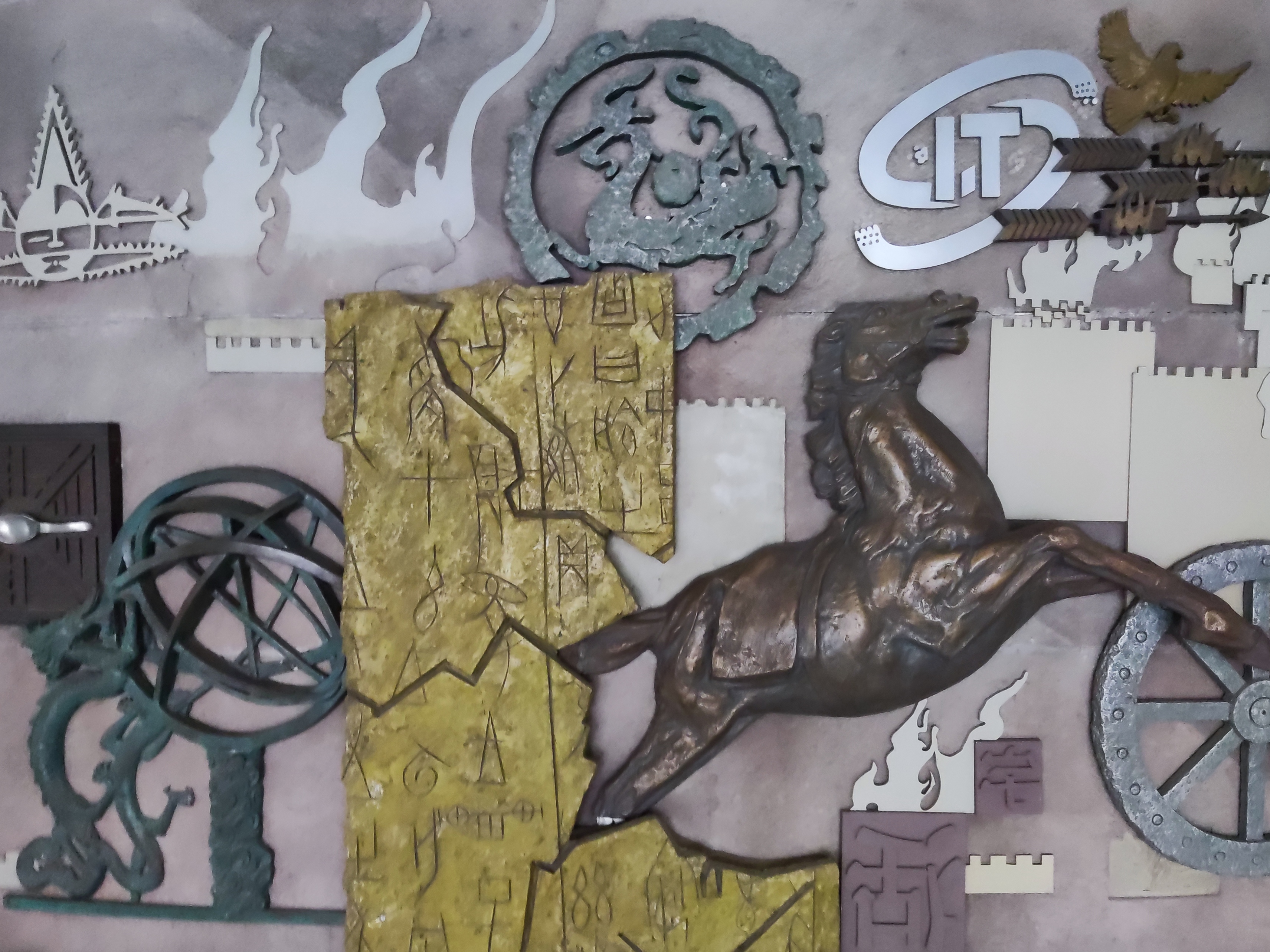
刻有深信院校徽的壁画（右上角），位于泥岗西路校址第一教学楼

二十一世纪初，深圳市政府开始规划深圳未来的产业结构，时任深圳市长于幼军认为信息技术产业（后来扩大到高新技术产业）未来会成为深圳市的支柱产业，深圳有必要成立一间以信息技术为主的普通高等学校。2001年，深圳市政府决定将深圳教育学院与深圳市财经学校、深圳市工业学校合并重组，成立一所面向信息技术带有社区学院性质的全日制高等职业院校，学校暂定名“深圳信息技术学院”，使用原来深圳教育学院和深圳市工业学校的校舍办学，当时校舍位于深圳市罗湖区泥岗西路1068号。
2002年，4月19日，经广东省人民政府批准，由深圳教育学院、深圳市工业学校和深圳市财经学校三校合并，成立深圳信息职业技术学院（简称“深信院”或“信息学院”）；5月，成立学校筹办工作组，由原深圳教育学院院长吴忆峰担任组长，筹办工作组负责主持学校工作；9月26日，深信院举行揭牌暨首届新生开学典礼。
2003年，8月，深圳市政府决定由原深圳大学信息工程学院院长张基宏出任首任校长，同时任命学校管理层，正式撤销原三校建制；10月，设立软件工程系、计算机应用系等六系二部。
2004年，深圳教育学院附属中学更名为深圳市教苑中学，并脱离学校管理转为深圳市教育局直属中学。
2005年，深圳市政府批准深信院新建校舍的计划，选址在深圳市龙岗区大运新城。
2011年，深圳大运会闭幕后，深信院整体搬迁至位于龙岗区的原深圳大运村办学，成为深圳国际大学园的首间入驻高校；同年原系部改制为软件学院、计算机学院等二级学院。
2017年，粤港澳大湾区职业教育产教联盟成立，深信院当选理事长单位；深圳市教育局与德国巴伐利亚州文教部签约，作为中德职业教育深度合作交流项目之一的中德机器人学院成立招生。
2018年，与广东技术师范大学、电子科技大学中山学院开展本科联合培养。
2019年，10月，入选中国特色高水平高职学校和专业建设计划-高水平学校建设单位（B档）。
2020年，1月，与龙岗区宝龙街道共建宝龙社区学院；12月，与深汕特别合作区管委会签订战略合作框架协议，共建深信院深汕校区。
2022年，6月，深圳市教育局印发《深圳市中—高职教育集团建设方案》，由深信院牵头组建深圳东部职业教育集团；11月，牵头成立深圳市东部高校体育联盟。
2023年，3月，深信院工程学新晋基本科学指标数据库（ESI）全球排名前1%，是此排名中国大陆高校中的第一所高等职业院校。

### 职业本科时期（2025~至今）
2020年，12月，教育部和广东省人民政府联合发文支持深信院建设“中国特色、世界一流”的高等职业院校，探索发展本科层次职业教育。
2025年，6月12日，升格為深圳信息職業技術大學。

## 学院及专业

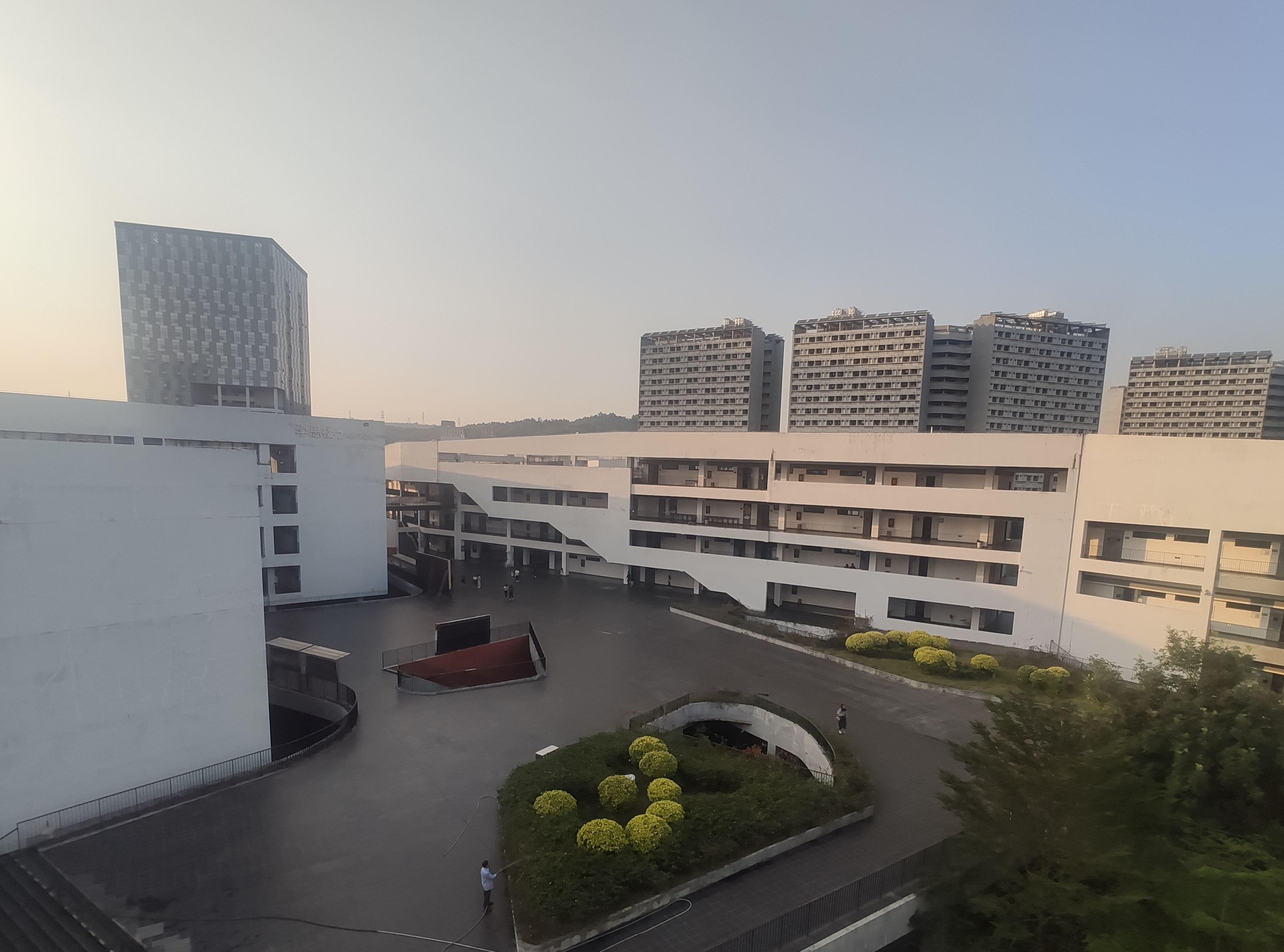
学思楼

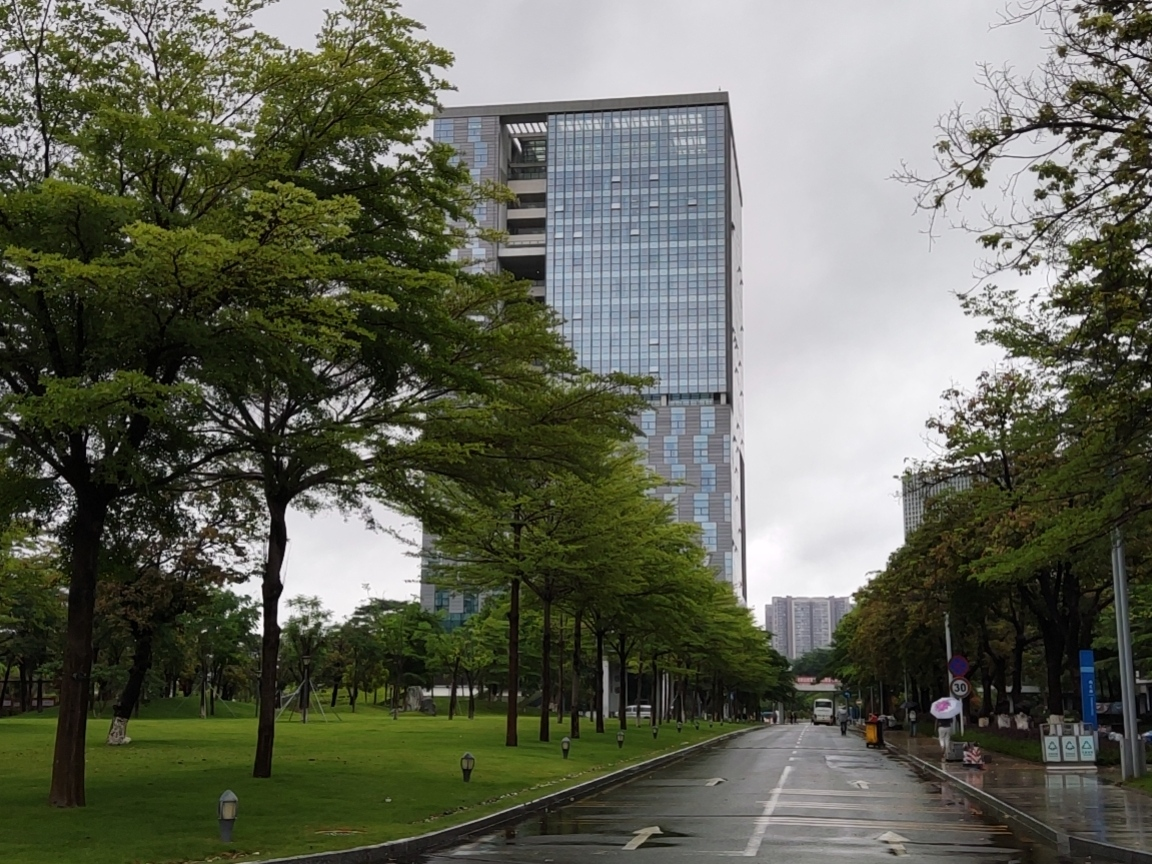
科技楼

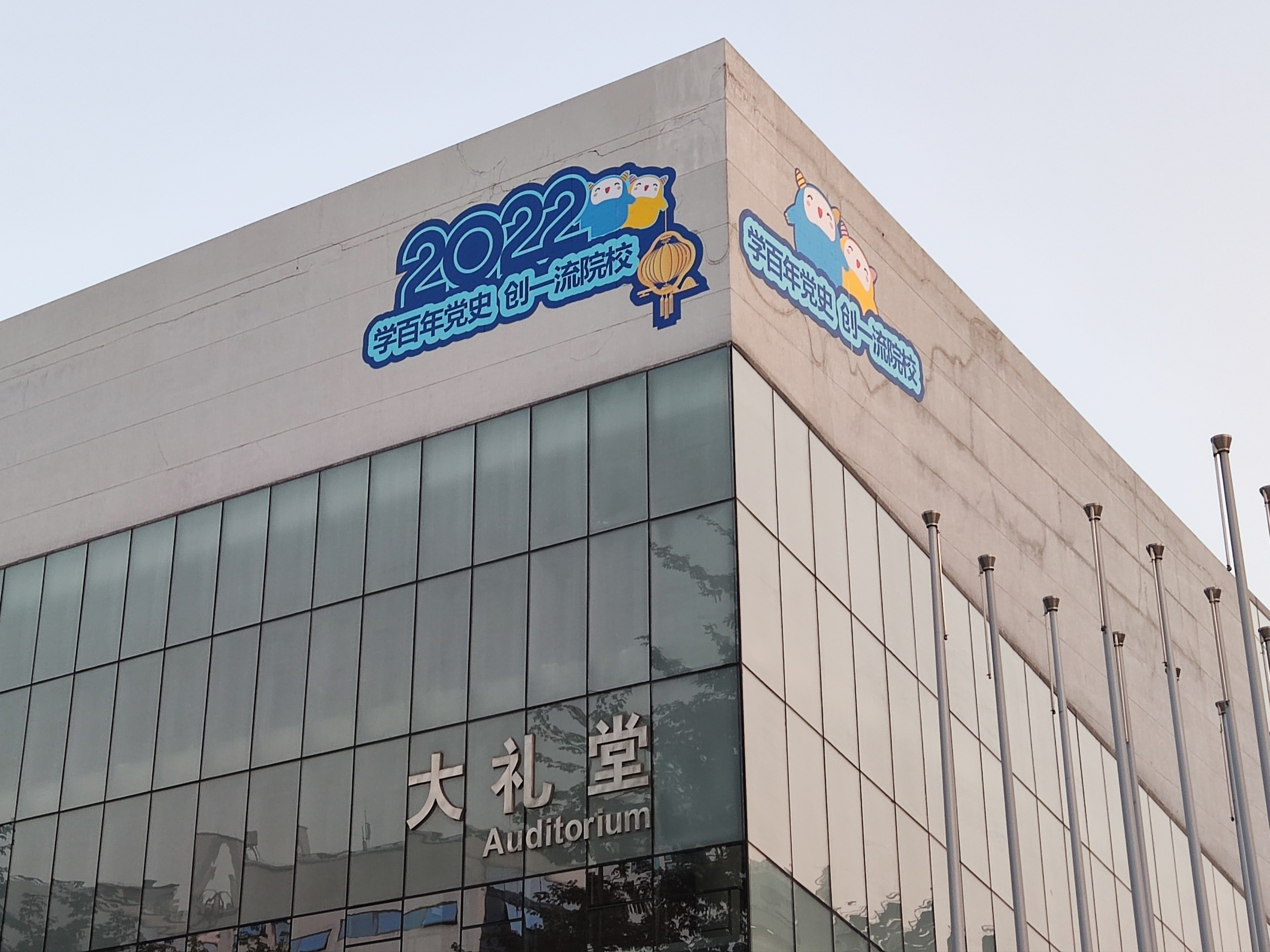
大礼堂

### 教研机构
深圳信息职业技术学院目前设置了12个有全日制学生的二级学院。
| 教研机构           | 成立时间                                               | 成立基础                                                           |
| ------------------ | ------------------------------------------------------ | ------------------------------------------------------------------ |
| 计算机与软件学院   | 2024年                                                 | 软件工程系、计算机应用系（2003年） →软件学院、计算机学院（2011年） |
| 微电子学院         | 2021年                                                 | 电子通信技术系（2003年） →电子与通信学院（2011年）                 |
| 信息与通信学院     | 2021年                                                 | 电子通信技术系（2003年） →电子与通信学院（2011年）                 |
| 人工智能学院       | 2024年                                                 |                                                                    |
| 数字媒体学院       | 2011年                                                 | 计算机应用系（2003年）                                             |
| 智能制造与装备学院 | 2011年                                                 | 信息控制与制造系（2003年）                                         |
| 交通与环境学院     | 2011年                                                 | 信息控制与制造系（2003年）                                         |
| 管理学院           | 2011年                                                 | 信息经济系（2003年）                                               |
| 财经学院           | 2011年                                                 | 信息经济系（2003年）                                               |
| 应用外语学院       | 2011年                                                 | 应用英语系（2003年）                                               |
| 中德机器人学院     | 2017年                                                 |                                                                    |
| 体育运动学院       | 2023年                                                 | 体育部（2018年）                                                   |
| 教学部（学院）     | 公共课教学部、马克思主义学院、创新创业学院             | 公共课教学部、马克思主义学院、创新创业学院                         |
| 其他学院           | 继续教育学院、国际交流与合作学院、高职专业学院         | 继续教育学院、国际交流与合作学院、高职专业学院                     |
| 相对独立的科研机构 | 创新教育研究院、信息技术研究所、滨海土木工程技术研究所 | 创新教育研究院、信息技术研究所、滨海土木工程技术研究所             |

### 专业建设
深圳信息职业技术学院开设的专业以电子与信息类为主（占所有专业的48%），其中软件技术、移动通信技术为国家级“双高计划”高水平建设专业群；另继承了原三校的教学资源，还开设了装备制造类（占所有专业的16%）、财经商贸类（占所有专业的14%）、教育类（占所有专业的5%，隶属于应用外语学院）及其他符合深圳发展的专业。
截至2025年，学校设置了5个本科专业。

## 排名声誉
在2025年软科中国理工类高职专科院校排名中，学校位列全国第1名。

## 文化传统

### 校徽
创作者：王景琳（学校教师）
确立时间：2003年

建校早期曾经使用的旧版校徽

含义：校徽中间的“IT”意为学校以信息技术作为办学重心，后面的“S”则代表学校位于深圳市(Shenzhen)。

### 校园精神
校园精神:“求学求真求发展，创新创业创未来”
深信院没有正式公布的校训。学生和非官方的学校介绍中，一般会误用校园精神当做深信院校训。

### 校友
《深圳信息职业技术学院章程》规定：学校各个时期（包含深圳教育学院、深圳市工业学校、深圳市财经学校等）的学生、教职员工及热枕关心学校发展的社会人士为本校校友。

## 管制架构

### 管理团队
| 现任领导             | 现任领导         |
| -------------------- | ---------------- |
| 党委书记             | 苗宁礼博士       |
| 党委副书记、校长     | 王晖教授         |
| 党委副书记、纪委书记 | 陈志锋先生       |
| 党委委员、副校长     | 姚学清高级经济师 |
| 党委委员、副校长     | 吴跃文研究员     |
| 党委委员、副校长     | 许志良教授       |
| 党委委员、副校长     | 周彦兵副教授     |

### 历任校长
| 深圳信息职业技术学院历任校长 | 深圳信息职业技术学院历任校长 | 深圳信息职业技术学院历任校长 | 深圳信息职业技术学院历任校长 | 深圳信息职业技术学院历任校长                                                                           |
| 任次                         | 校长                         | 到任                         | 卸任                         | 备注                                                                                                   |
| ---------------------------- | ---------------------------- | ---------------------------- | ---------------------------- | --- |
| 1                            | 张基宏                       | 2003年8月                    | 2014年5月                    | 后任深圳大学党委副书记，深圳市教育局局长，深圳技术大学党委书记。                                       |
| 2                            | 邢锋                         | 2014年5月                    | 2016年1月                    | 中国工程院院士，后任广东省教育厅党组副书记、副厅长，广州航海学院副院长，广州大学副校长，暨南大学校长。 |
| 3                            | 梁永生                       | 2016年3月                    | 2016年8月                    | 民进会员，后任深圳市科技创新委员会主任，深圳技术大学副校长。                                           |
| 4                            | 孙湧                         | 2016年11月                   | 2021年2月                    | 致公党员，后任深圳市政协科教卫体委员会专职副主任。                                                     |
| 5                            | 王晖                         | 2021年2月                    | 现任                         | 原任深圳大学副校长。                                                                                   |

### 合并前各校领导
| 原深圳教育学院部分领导   | 原深圳教育学院部分领导 | 原深圳教育学院部分领导                                                             |
| 姓名                     | 曾任职务               | 备注                                                                               |
| ------------------------ | ---------------------- | ---------------------------------------------------------------------------------- |
| 俞仲文                   | 副院长                 | 曾在深圳大学、深圳教育学院工作，后任深圳职业技术学院创校校长                       |
| 梁琼和                   | 院长                   | 曾在深圳中学、深圳市教育局工作，最后在深圳教育学院退休                             |
| 吴忆峰                   | 院长                   | 后任深圳信息职业技术学院筹备工作组组长                                             |
| 李长弓                   | 党委副书记             | 后任深圳信息职业技术学院筹备工作组成员，深圳市教育局副局长，大运会申办执行副秘书长 |
| 陈小波                   | 副院长                 | 后任深圳信息职业技术学院副校长，深圳职业技术学院党委副书记                         |
| 冼吉昌                   | 副院长                 | 后任深圳信息职业技术学院筹备工作组成员、党委副书记、纪委书记                       |
| 原深圳市财经学校部分领导 |                        |                                                                                    |
| 姓名                     | 曾任职务               | 备注                                                                               |
| 裘一民                   | 校长                   | 后任深圳市电子技术学校（现深圳市第一职业技术学校）校长                             |
| 原深圳市工业学校部分领导 |                        |                                                                                    |
| 姓名                     | 曾任职务               | 备注                                                                               |
| 宁向东                   | 校长                   | 后任深圳市职业技术学校（现并入深圳职业技术学院）校长                               |

## 校园

### 原大运村
地址：广东省深圳市龙岗区龙翔大道2188号

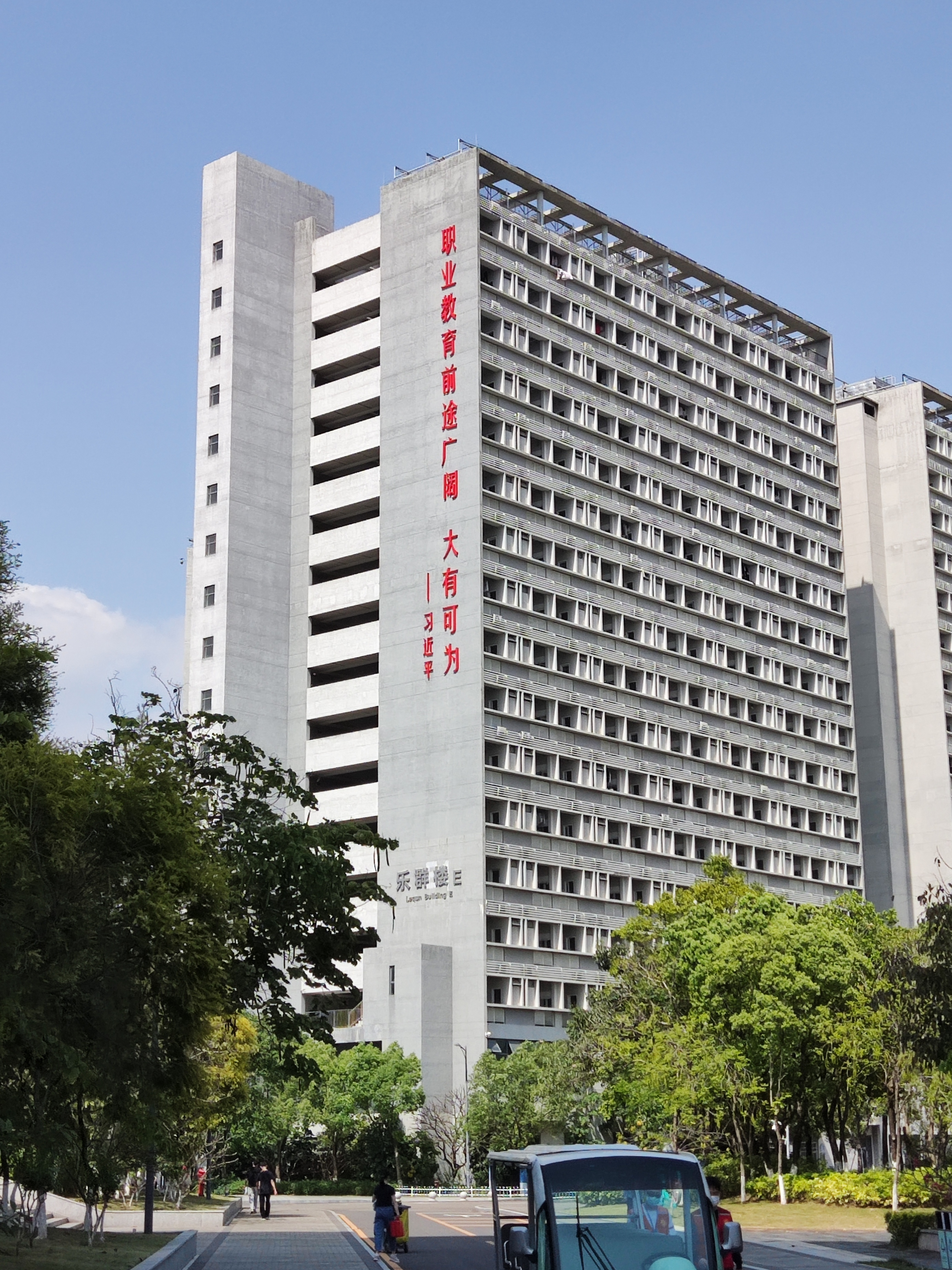
乐群楼

周边：香港中文大学（深圳）、深圳北理莫斯科大学、深圳世界大学生运动会体育中心
| 深圳地铁 - █3号线、█14号线、█16号线：大运站 - █16号线：大运中心站 \| 编号 \| 编号 \| 线路 \| 线路 \| 线路 \| 收费 \| 运营商 \| 备注 \| \| -------------------- \| ------------ \| -------------------- \| ---------------------- \| ------------------------ \| -------------------- \| -------------------- \| --------------------------- \| \| \| A4机场龙岗线 \| 龙岗城市候机楼 \| → \| 机场新航站楼 \| 35元 \| 巴士三分 \| 深宵时段为定时班车；原 330B \| \| ← \| A4机场龙岗线 \| 龙岗城市候机楼 \| 机场地面交通中心西平台 \| \| 35元 \| 巴士三分 \| 深宵时段为定时班车；原 330B \| \| \| E25 \| 富坪总站 \| ⇆ \| 购物公园地铁公交接驳站 \| 10元 \| 东部三分 \| 原 353东段 \| \| \| E27 \| 坂田五和总站 \| → \| 远洋新干线公交首末站 \| 8元 \| 东部二分 \| 原 高峰专线44 \| \| 广东实验中学深圳学校 \| E27 \| ← \| \| 远洋新干线公交首末站 \| 8元 \| 东部二分 \| 原 高峰专线44 \| \| \| E5 \| 已于2024年9月1日停办 \| 已于2024年9月1日停办 \| 已于2024年9月1日停办 \| 已于2024年9月1日停办 \| 已于2024年9月1日停办 \| 已于2024年9月1日停办 \| \| \| 高快巴士66 \| 龙岗同心总站 \| ⇆ \| 福田交通枢纽公交场站 \| 10元 \| 东部四分 \| 定时班车；原 E6 \| \| \| E7 \| 龙岗义乌总站 \| ⇆ \| 深圳北站交通枢纽公交场站 \| 9元 \| 东部五分 \| \| \| \| M139 \| 坪地发方村 \| ⇆ \| 深圳东站东广场 \| 2–8.5元 \| 东部三分 \| 原 839 \| \| \| M219 \| 坪地牛眠岭总站 \| ⇆ \| 北理莫斯科大学 \| 3元 \| 东部三分 \| 合并原 B738 \| \| \| M447 \| 坪山锦龙总站 \| ⇆ \| 福田交通枢纽公交场站 \| 2–10元 \| 东部四分 \| 原 329东段 \| \| \| 高快巴士56 \| 龙岗汽车总站 \| ⇆ \| 科技园公交总站 \| 10元 \| 东部三分 \| 定时班车 \| \| \| 高快巴士81 \| 坂田五和总站 \| ↺ \| 龙岗交通运输局 \| 6元 \| 东部二分 \| 定时班车；原 高峰专线181 \| |              |                      |                        |                          |                      |                      |                             |
| 编号 | 编号         | 线路                 | 线路                   | 线路                     | 收费                 | 运营商               | 备注                        |
| | A4机场龙岗线 | 龙岗城市候机楼       | →                      | 机场新航站楼             | 35元                 | 巴士三分             | 深宵时段为定时班车；原 330B |
| ← | A4机场龙岗线 | 龙岗城市候机楼       | 机场地面交通中心西平台 |                          | 35元                 | 巴士三分             | 深宵时段为定时班车；原 330B |
| | E25          | 富坪总站             | ⇆                      | 购物公园地铁公交接驳站   | 10元                 | 东部三分             | 原 353东段                  |
| | E27          | 坂田五和总站         | →                      | 远洋新干线公交首末站     | 8元                  | 东部二分             | 原 高峰专线44               |
| 广东实验中学深圳学校 | E27          | ←                    |                        | 远洋新干线公交首末站     | 8元                  | 东部二分             | 原 高峰专线44               |
| | E5           | 已于2024年9月1日停办 | 已于2024年9月1日停办   | 已于2024年9月1日停办     | 已于2024年9月1日停办 | 已于2024年9月1日停办 | 已于2024年9月1日停办        |
| | 高快巴士66   | 龙岗同心总站         | ⇆                      | 福田交通枢纽公交场站     | 10元                 | 东部四分             | 定时班车；原 E6             |
| | E7           | 龙岗义乌总站         | ⇆                      | 深圳北站交通枢纽公交场站 | 9元                  | 东部五分             |                             |
| | M139         | 坪地发方村           | ⇆                      | 深圳东站东广场           | 2–8.5元              | 东部三分             | 原 839                      |
| | M219         | 坪地牛眠岭总站       | ⇆                      | 北理莫斯科大学           | 3元                  | 东部三分             | 合并原 B738                 |
| | M447         | 坪山锦龙总站         | ⇆                      | 福田交通枢纽公交场站     | 2–10元               | 东部四分             | 原 329东段                  |
| | 高快巴士56   | 龙岗汽车总站         | ⇆                      | 科技园公交总站           | 10元                 | 东部三分             | 定时班车                    |
| | 高快巴士81   | 坂田五和总站         | ↺                      | 龙岗交通运输局           | 6元                  | 东部二分             | 定时班车；原 高峰专线181    |

建筑：
- 科技楼：深信院的标志性建筑物，各二级学院的办公地点。
- 致远楼：深信院各职能部门的办公地点，校长的办公场所也位于此。
- 知行楼：靠近学校的北门一侧，内部为多间放置专业设备的实验室，是学生专业实操课程的教学地点。
- 学思楼：靠近学校的南门一侧，楼内设置各种类型的教室，是学生文化素质课程的教学地点。
- 乐群楼：楼宇原是深圳大运会期间运动员和比赛官员的宿舍，大运会结束后改为学生宿舍，学生宿舍楼下原本是运动员临时大巴站，后续也被改造成了20片篮球场，是深圳市各院校中最大的篮球场[25]。
- 大礼堂：建筑外形似展开的书籍，原本是深圳大运会期间大运村服务中心，大运会结束后现用做会议中心。

### 泥岗西路
地址：广东省深圳市罗湖区泥岗西路1068号
状况：移交深圳中学
周边：深圳体育场
交通：█9号线：泥岗站

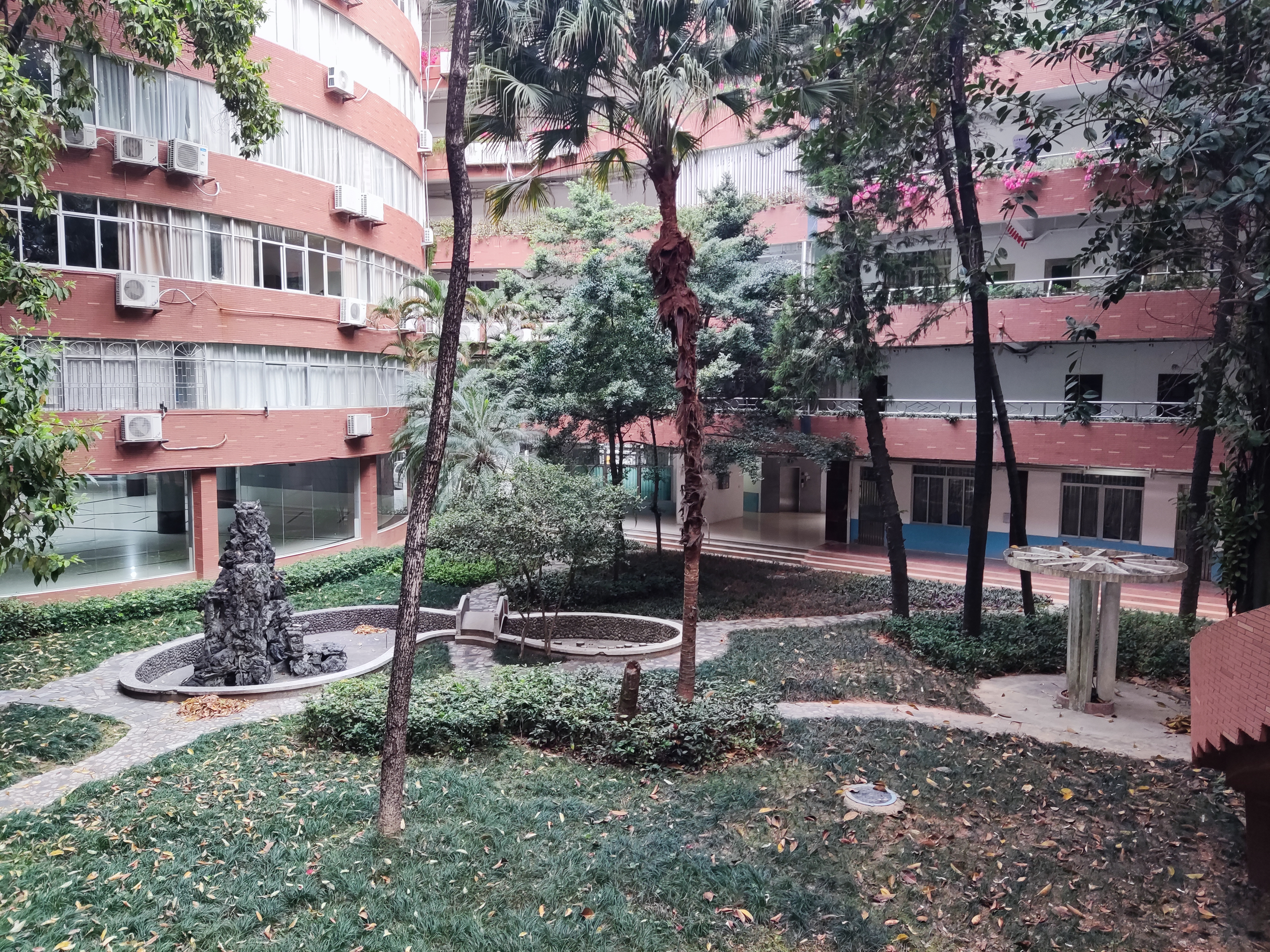
泥岗西路校址第一教学楼，现为深圳中学泥岗校区第一教学楼

说明：泥岗西路校址始于1986年落成的深圳教育学院新校舍，2002年随着合并成为深圳信息职业技术学院的办学场所。2011年深圳信息职业技术学院整体搬迁至原大运村，泥岗西路校址被移交深圳中学（泥岗校区）。校址现已被整体拆除重建，重建工程中保留了深圳信息职业技术学院（更早为深圳教育学院）第一教学楼，现为深圳中学泥岗校区第一教学楼，用作深圳市招生考试办公室、深圳市教育科学研究院等单位办公楼宇。

## 合作企业及大学
- 腾讯
- 华为
- 大疆创新
- 龙岗区科技创新局
- 香港职业训练局
- 香港中文大学（深圳）–深圳先进高分子材料研究院
- 香港都会大学–李嘉诚专业进修学院
- 电子科技大学–深圳市电子信息产业技术研究院

## 争议

### 宿舍被征用为防疫设施引发抗议
2022年，3月，深圳市发生2019冠状病毒病本土聚集性疫情，期间发生全市封锁事件。为应对该起疫情，深圳市人民政府征用深圳信息职业技术学院宿舍用作防疫设施，并未通知学生，引发学生不满及抗议，最终深信院宣布停止征用学生宿舍。